# Giovanni Zannini
Giovanni Zannini (Venezia, 1884 – Milano, 1951) è stato un regista e attore italiano.

## Filmografia

### Regista

#### Cinema
- La cisterna della morte - cortometraggio (1915)
- La cavalcata dei fantasmi (1918)
- Il mistero della corona (1919)
- Pia de' Tolomei (1921)
- Il grande silenzio (1936)
- L'orfanella delle stelle (1947)

### Regista e attore

#### Cinema
- Barriere umane (1915)
- Lo spettro di mezzanotte (1915)
- La coscienza del diavolo (1915)
- Il rintocco dei morti - cortometraggio (1915)
- Morte alle spie! - cortometraggio (1915)
- La vergine nuda (1916)
- La moglie del dottore (1916)
- Veneri, ninfe e sirene (1917)
- La notte che dormii sotto le stelle (1918)
- La storia di un delitto (1920)
- Lo specchio e la morte (1921)
- La lampada votiva (1921)

### Attore

#### Cinema
- L'ultimo ostacolo, regia di Umberto Paradisi (1915)